# Escherange
Escherange település Franciaországban, Moselle megyében. Lakosainak száma 697 fő (2022. január 1.). Escherange Angevillers, Entrange, Kanfen, Rochonvillers, Thionville és Volmerange-les-Mines községekkel határos.

## Népesség
A település népességének változása:
| Lakosok száma | 406  | 363  | 377  | 543  | 597  | 594  | 631  | 686  | 690  | 697  |
|               | 1968 | 1982 | 1990 | 2006 | 2013 | 2015 | 2017 | 2019 | 2020 | 2022 |